# Route nationale 95 (Suède)
Pour les articles homonymes, voir Route nationale 95.
La route nationale 95 (en suédois : Riksväg 95) ou Silberweg est une route nationale entre  Skellefteå et la frontière entre la Norvège et la Suède  en Suède,.

## Présentation

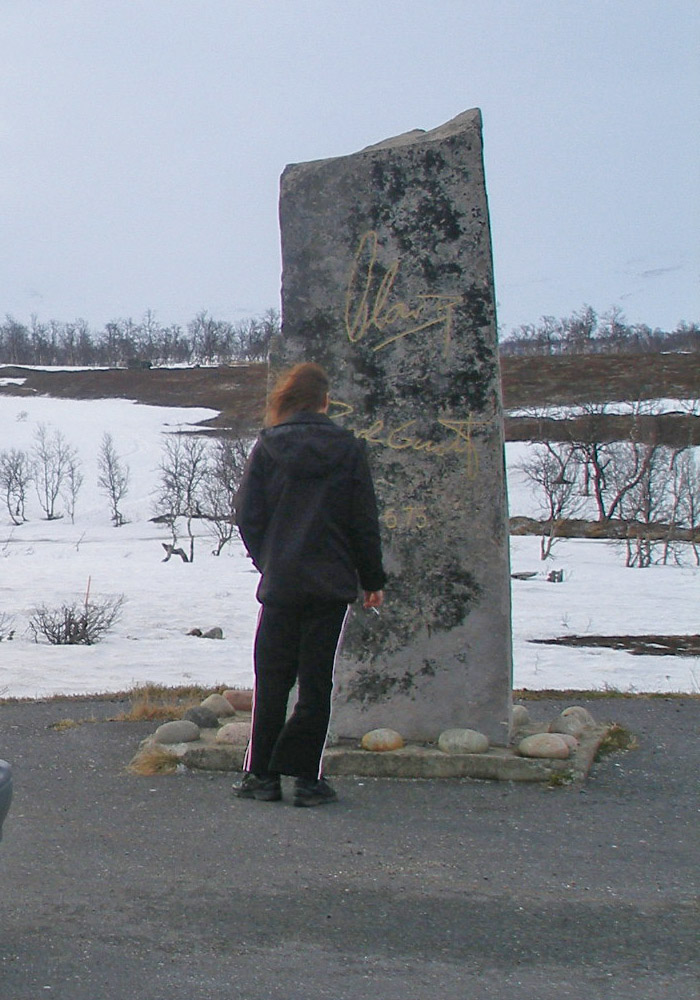
La route nationale 95 a la frontière entre la Suède et la Norvège.

La route nationale 95 est une route en Laponie suédoise. 
Elle s'étend de Skellefteå, dans le golfe de Botnie, jusqu'à Bodø en Norvège. 
La route est également connue sous le nom suédois de Silvervägen (« Route de l'argent »). 
Elle doit son nom au fait qu'il y avait autrefois une importante zone d'extraction d'argent. 
Cependant, la route moderne a été principalement aménagée à des fins touristiques.
Le RV 95 part de Skellefteå, la plus grande ville la plus au nord du golfe de Botnie.
La route parcourt d'abord environ 130 kilomètres au nord-ouest à travers des forêts jusqu'à Arvidsjaur.
À l'ouest d'Arvidsjaur, la route a un courte tronçon comun avec la route européenne 45.
La route continue ensuite vers le nord-ouest sur environ 200 kilomètres à travers une nature sauvage de plus en plus isolée et le paysage devient progressivement plus montagneux. 
Les forêts cèdent la place à un paysage plus ouvert avec des crêtes montagneuses aux sommets enneigés toute l'année. 
La route s'élève à environ 750 mètres d'altitude, juste avant la frontière entre la Norvège et la Suède. 
Du coté norvégien, la route nationale 95 est prolongee par la Rv77.

## Tracé
| Km     | Lieu                 |
| ------ | -------------------- |
| 0 km   | Skellefteå           |
|        | Varuträsk            |
|        | Boliden              |
|        | Jörn                 |
|        | Glommersträsk        |
|        | Abborrträsk (nl)     |
|        | Arvidsjaur           |
|        | Arjeplog             |
|        | Semisjaur-Njarg (nl) |
|        | Jäkkvik (nl)         |
| 355 km | Tjärnberg (nl)       |